# Orde van de Twee Rivieren

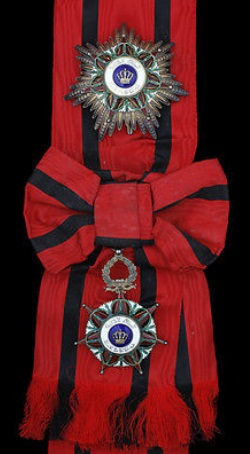
Orde van de Twee Rivieren

De Orde van de Twee Rivieren (Arabisch: Wisam al-Rafidain) van de Republiek Irak was een voortzetting van de oude koninklijke orde van die naam.
De orde heeft vijf graden.
- Eerste Klasse (Grootkruis)
- Tweede Klasse
- Derde Klasse
- Vierde Klasse
- Vijfde Klasse

Onder de gedecoreerden bevond zich ook maarschalk Tito, hij ontving tweemaal het grootkruis en wel op 14 augustus 1967 en op 7 februari 1979 toen hij ook het grootkruis van de Militaire Divisie ontving. Zie de Lijst van ridderorden en onderscheidingen van maarschalk Tito.

## Decoranti
- Haile Selassie, Eerste Klasse (Militaire Divisie)

| Batons van de Orde van de Twee Rivieren | Batons van de Orde van de Twee Rivieren |
| --------------------------------------- | --------------------------------------- |
| Militaire Divisie                       | Civiele Divisie                         |